# محمد عبود مكحلة
محمد عبود مكحلة هو كاتب وباحث سوري، ولد في مدينة قارة بريف دمشق في 1971/4/19م.سجل في كلية الشريعة بجامعة دمشق، ليحصل على درجة البكالوريوس عام 1996م والدبلوم سنة 1997م ثم الماجستير عام 2001م بمرتبة جيد جداً ، فالدكتوراه في أصول الفقه عام 2009م بدرجة 95 مع مرتبة الشرف توفي رحمه الله في لبنان بعد معاناته مع مرض ضمور العضلات عام 2015.

## طفولته ومرضه
عانى محمد مكحلة من مرض الضمور العضلي المعروف بالتهاب الزنار الحوضي لخلية العضلة منذ طفولته، وبدأت علامات المرض تظهر بعمر 6 سنوات

## مؤلفاته
- الحقوق الدولية الخاصة للأجانب في الدولة الإسلامية دراسة مقارنة في المبادئ العامة[2][1][3]
- الحالقة البغضاء حالقة الدين[4][1][5]
- فماذا بعد الحق إلا الضلال[6][1][7]
- البيئة في الإسلام[8][1][9]
- فقه الواقع[10][11]